# Vasstandad trädbasbagge
Vasstandad trädbasbagge (Lissodema denticolle) är en skalbaggsart som först beskrevs av Leonard Gyllenhaal 1813.  Vasstandad trädbasbagge ingår i släktet Lissodema, och familjen trädbasbaggar. Enligt den svenska rödlistan är arten nära hotad i Sverige. Arten förekommer i Götaland, Gotland, Öland och Svealand. Artens livsmiljö är skogslandskap, jordbrukslandskap.